# Височь
Височь — река в России, протекает в Гайнском районе Пермского края.

## География и гидрология
Устье реки находится в 23 км по левому берегу реки Сочь. Длина реки составляет 22 км. Рядом с рекой отсутствуют населённые пункты.

## Данные водного реестра
По данным государственного водного реестра России относится к Камскому бассейновому округу, водохозяйственный участок реки — Кама от истока до водомерного поста у села Бондюг, речной подбассейн реки — бассейны притоков Камы до впадения Белой. Речной бассейн реки — Кама.
Код объекта в государственном водном реестре — 10010100112111100002164.